# Montastruc-la-Conseillère
Montastruc-la-Conseillère (okzitanisch: Montastruc e la Conselhièra) ist eine französische Gemeinde im Département Haute-Garonne in der Region Okzitanien. Sie liegt 18 Kilometer nordöstlich von Toulouse und hat 3719 Einwohner (Stand 1. Januar 2022).

## Geschichte
Sicard Alaman, Seigneur von Montastruc, gründete 1242 Montastruc als Bastide. 
Im Zuge der Religionskriege des 16. Jahrhunderts wurde der Ort mehrmals besetzt. 1570 wurde die Festung von protestantischen Truppen besetzt, ohne dass es zuvor Kämpfe gegeben hätte. Im Mai 1590 belagerte der Duc de Joyeuse, gleichzeitig Gouverneur des Languedoc mit seinen katholischen Truppen drei Tage die Burg, was etwa 200 Tote forderte. Er schlug eine Bresche in die Stadtmauer, woran heute noch der Name einer Straße, die Rue de la Brèche, erinnert.

## Name
Montastruc setzt sich zusammen aus Mont, das Berg  bedeutet, und dem altprovencalischen Ausdruck astruc, was so viel wie ein landwirtschaftliches Gespann bedeutet (frz.: attelage de labour). 
Den Namenszusatz „la Conseillère“ (die Rätin oder die Ratgebende) bekam Montastruc 1890, um die Gemeinde von anderen Gemeinden namens Montastruc im Département Haute-Garonne zu unterscheiden.

## Sehenswürdigkeiten
- Château de Montastruc, erbaut im 17. Jahrhundert
- Schlösser Château de La Conseillère und Château de La Valade, erbaut im  15. Jahrhundert
- Kirche, erbaut im 19. Jahrhundert